# 1881 en photographie
| Années de la photographie : 1878 - 1879 - 1880 - 1881 - 1882 - 1883 - 1884    |
| Décennies de la photographie : 1850 - 1860 - 1870 - 1880 - 1890 - 1900 - 1910 |

Cet article présente les faits marquants de l'année 1881 en photographie.

## Événements
- 2 avril-1er mai : sixième exposition impressionniste organisée au 35 boulevard des Capucines à Paris, une annexe de l'ancien studio de Nadar, proche du lieu de la première édition de 1874.
- 7 octobre : fondation du Boston Camera Club, principale organisation photographique amateur de Boston aux États-Unis, sous le nom de Boston Society of Amateur Photographers[1].
- Fondation de la Société genevoise de photographie.
- Kusakabe Kimbei, jusque-là assistant et coloriste des photographes Felice Beato et Raimund von Stillfried, ouvre son propre studio à Yokohama au Japon.
- 11 novembre : Jean Nicolas Truchelut quitte la présidence du syndicat professionnel français, la Chambre syndicale de la photographie.

## Photographies notables

Grande comète de 1881, photographiée le 30 juin 1881 (publié dans A. Grignon, Éléments de cosmographie, Paris, Vuibert et Nony, 1904.)

- 24 juin : la Grande comète de 1881 est photographiée par l'astronome américain Henry Draper et par l'astronome britannique Andrew Ainslie Common, puis le 30 juin par l'astronome français Jules Janssen à l'observatoire de Meudon[2] ; c'est la première comète dont des photographies montrant à la fois le noyau et la queue ont été obtenues[3].

## Études, essais, articles
- Josef Maria Eder, Des actions chimiques de la lumière colorée et de la photographie en couleurs naturelles, traduit de l'allemand par MM. R. Pauli et Th. d'Hauw, Gand, C. Annoot-Braeckman, 94 p. : publié comme supplément du Bulletin de l'Association belge de photographie (Lire en ligne).
- Léon Vidal, Traité pratique de photoglyptie, Paris, Gauthier-Villars, coll. « Annales de la photographie », XIV-246 p. (lire en ligne).

## Naissances
- 4 mars : Arthur Goss, photographe canadien, mort le 1er juin 1940.
- 16 mars : Jean-Baptiste Boudeau, épicier itinérant français et photographe amateur, mort le 13 septembre 1959.
- 20 mars : Madame d'Ora, pseudonyme de Dora Kallmus, photographe portraitiste et photographe de mode autrichienne, morte le 28 octobre 1963.
- 4 avril : Francesco Chigi, photographe italien, mort le 7 juillet 1953.
- 23 avril : Naciye Suman, connue sous le nom de Madame Naciye ou de Naciye Hanım, première femme photographe professionnelle musulmane ottomane puis turque, morte le 23 juillet 1973.
- 26 juillet : David Šterenberg, peintre, graphiste et photographe russe d'origine ukrainienne, mort le 1er mai 1948.
- 22 août : Félix Gréban de Saint Germain, photographe belge, mort le 19 septembre 1950.
- Septembre : Robert Enrique Muller, photographe officiel de la marine des États-Unis, mort le 23 décembre 1921.
- 11 octobre : Edgar Gariépy, photographe documentaliste québécois spécialisé dans l'architecture, mort le 21 mai 1956.
- Date précise non renseignée ou inconnue :
  - Lucien Bailly, photographe portraitiste français, mort en 1975.
  - Masahara Izuka dit George Masa, photographe japonais actif aux États-Unis, mort le 21 juin 1933.

## Décès
- 16 janvier : Jean-Victor Frond, photographe et éditeur français, actif au Brésil puis à Paris, né le 1er novembre 1821.
- 15 février : Angelina Trouillet, photographe française, née le 3 janvier 1831.
- 1er avril : Louis Colin, photographe suisse actif à La Chaux-de-Fonds, né le 13 janvier 1821.
- 28 avril : Antoine Samuel Adam-Salomon, sculpteur et photographe français, né le 9 janvier 1818.
- 30 juillet : Michael Pakenham Edgeworth, botaniste et photographe irlandais, né le 24 mai 1812.
- 11 octobre : Sarah Louise Judd, photographe américaine, née le 25 juin 1802.
- 20 octobre : Jean-Baptiste Sabatier-Blot, peintre et daguerréotypiste français, né le 31 janvier 1801.
- 29 novembre : Giacomo Brogi, photographe italien, né le 6 avril 1822.
- Date précise non renseignée ou inconnue :
  - Victor Prevost,  peintre et photographe français, actif aux États-Unis, né en 1820.

## Célébrations

### Centenaire de naissance
- David Brewster